# Thorn (Schiff, 1980)
Die USS Thorn (DD-988) war ein zur Spruance-Klasse gehörender Zerstörer der United States Navy, der im Februar 1980 in Dienst gestellt wurde. Das Schiff blieb bis August 2004 im aktiven Dienst und gehörte damit zu den letzten im Einsatz befindlichen Einheiten ihrer Klasse. Am 22. Juli 2006 wurde die Thorn als Zielschiff versenkt.

## Geschichte
Die Thorn wurde am 15. Januar 1975 als eine von 31 Einheiten der Spruance-Klasse in Auftrag gegeben und am 29. August 1977 in der Werft von Ingalls Shipbuilding auf Kiel gelegt. Am 3. Februar 1977 lief das Schiff vom Stapel, die Indienststellung erfolgte am 15. Februar 1980. Benannt war der Zerstörer nach dem Offizier Jonathan Thorn (1779–1811).
Die Thorn verbrachte einen Großteil ihrer Dienstzeit mit Übungseinsätzen, die sie oftmals nach Europa führten. So war sie 1996 unter anderem auch im Hafen von Hamburg zu Gast. 2002 nahm das Schiff an der Übungsmission SINKEX teil, bei der ausgemusterte Schiffe der United States Navy als Ziele versenkt werden.
Die Thorn blieb bis zum 25. August 2004 im aktiven Einsatz und wurde anschließend nach 24 Dienstjahren ausgemustert. Sie gehörte dabei zu den letzten aktiven Einheiten ihrer Klasse. Nach knapp zwei Jahren in der Reserveflotte wurde das Schiff am 22. Juli 2006 selbst als schwimmendes Ziel an der Ostküste der USA bei einer SINKEX-Mission versenkt.